# 黑尔姆斯多夫
黑尔姆斯多夫（德語：Helmsdorf，發音：[ˈhɛlmsdɔʁf]）是德国图林根州艾希斯费尔德县曾经的一个市镇，面积5.24平方千米，2017年12月31日人口为501人。2019年1月1日，黑尔姆斯多夫与另外3个市镇并入市镇丁格尔施泰特。